# E-mu
E-mu (E-mu Systems, Eμ, Emu, E-MU) — американская компания, производитель электромузыкальных инструментов и оборудования для цифровой звукозаписи.
Основана в 1972 году Дейвом Россумом и Скоттом Уэджем, в первый период производила модульные синтезаторы, с середины 1970-х годов внеся вклад во внедрение цифровой техники в производство электромузыкальных инструментов. В начале 1980-х — стала одним из первых производителей семплеров и семплерных драм-машин, позднее выпускала бюджетные музыкальные рабочие станции, звуковые карты, аппаратные аудио- и MIDI-интерфейсы, MIDI-клавиатуры.
Поглощена в 1993 году корпорацией Creative, продукция под маркой E-mu выпускалась до 2010 года.

## Предыстория
В 1970 году студенту Калифорнийского университета в Санта-Крузе и будущему основателю компании Дейву Россуму удалось модифицировать звучание университетского Moog 12, вскоре он изготовил собственные модули синтеза для Moog и синтезатора ARP. К осени 1971 года вместе с двумя друзьями из Калифорнийского технологического института Стивом Гэбриэлом и Джимом Кетчэмом было построено два прототипа полностью собственных модульных синтезаторов (названных Black Mariah и Royal Hearn). Поскольку при приобретении некоторых электронных компонентов требовалось оформление накладных с указанием компании-покупателя, Россум оставлял наименование «Eμ Systems» (от англ. electric musical systems).
В конце 1971 года к Россуму присоединился отчисленный студент Калифорнийского университета в Беркли Скотт Уэдж, впечатлённый звучанием Moog и заинтересованный в создании собственных инструментов. В начале 1972 года Россум и Уэдж собрали два экземпляра синтезаторов, названных «Eµ 25», отличавшиеся по набору модулей, но оба исполненные в деревянном корпусе и оснащённые трёхоктавной клавиатурой, дизайн элементов управления был заимствован как от Moog 12, так и от ARP 2600, у последнего взято горизонтальное исполнение слайдеров. Инструменты были проданы, что обеспечило инженеров средствами на создание фирмы и дальнейшие разработки.

## Компания

### Период модульных синтезаторов

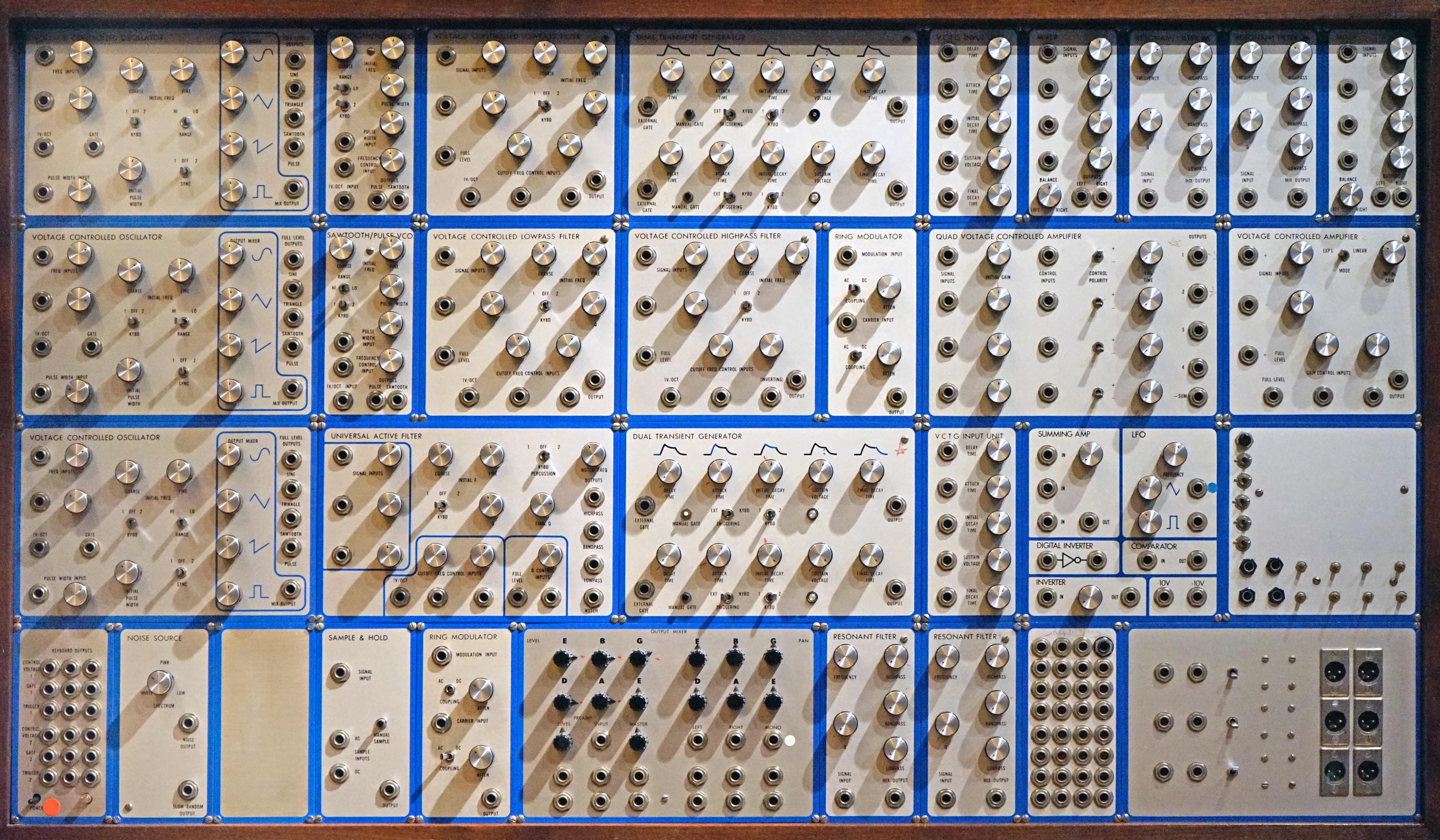
Синтезаторные модули Modular System в Парижском музее музыки

Компания зарегистрирована в ноябре 1972 года, Россум и Уэдж получили доли в 50 %, Уэдж возглавил компанию, а Россум стал главным инженером. Офис и производство из квартиры Россума в Санта-Крузе перенесены в съёмные апартаменты в Санта-Кларе.
Фирма приступила к разработке крупного синтезатора и созданию разнообразных модулей для него. Первые модули продавались отдельно, в рекламе в единственном на то время музыкально-технологическом издании Electro Notes модули предлагались как англ. kit — компоненты для самостоятельной любительской сборки.
Весной 1973 года компания создала первый полноценный серийный продукт — пятиоктавный модульный синтезатор под наименованием Modular System. Инструмент был оснащён большим количеством готовых к непосредственному использованию модулей, оборудован качественными ручками и стандартными TRS-гнёздами, окантован с лицевой панелью полоской нержавеющей стали и в целом имел внешний вид профессионального музыкального инструмента. В продукт непрерывно вносились дополнения: в течение 1973—1977 годов разработано около 30 новых модулей, инструмент оснащён цифровым секвенсором и цифровой полифонической клавиатурой. Стоимость экземпляра варьировалась от $3 тыс. до $5 тыс., за первые 8 лет продано около 125 синтезаторов.
Цифровая полифоническая клавиатура разработки E-mu 1974 года стала первым схемотехническим решением в отрасли, использующим цифровую развёртку для отработки нажатия: все клавишные синтезаторы до этого момента использовали пружинно-конткатную схему, что существенно ограничивало возможности (большинство инструментов были одноголосыми, и отклик от клавиши происходил с небольшой задержкой). Технология была лицензирована в 1974 году Oberheim Electronics для аналоговых синтезаторов «4 Voice» и «8 Voice». Цифровой секвенсор позволял записать до 50 каналов и до 512 нот или контрольных сигналов в каждом, обладая заметным преимуществом в сравнении с существовавшими на то время восьминотными аналоговыми секвенсорами. Предустановки звуков и секвенции могли быть записаны на ленточный накопитель и восстановлены.
Ряд работ середины 1970-х годов — заказные модульные синтезаторы для крупных концертирующих рок-музыкантов, с комплектацией по пожеланию заказчика и богатой отделкой (корпуса из ореха изготовлял краснодеревщик Джон Россум — брат Дейва Россума), среди покупателей таких инструментов упоминаются Леон Рассел и Фрэнк Заппа. Кроме них среди пользователей модульных синтезаторов E-mu назывались Патрик Глисон (англ. Patrick Gleeson), Херби Хэнкок, аранжировщик Yellow Magic Orchestra Хидэки Мацутакэ (яп. 松武秀樹).

### Период освоения цифровой техники
В начале 1970-х у компании был опыт работы с группой Grateful Dead, по заказу которой был применён внешний микрокомпьютер, обеспечивающий управление предустановками и секвенциями синтезатора, и начиная с 1975 года фирма вела исследования по тиражированию этой возможности и встраиванию компьютерного управления в инструмент. Руководил работами новый сотрудник Эд Рудник (который ранее, в апреле 1973 года, стал первым покупателем модульного синтезатора E-mu). Были исследованы ранние образцы восьмибитного процессора Intel 8080, но сделан вывод о его непригодности для применения в синтезаторе, и в 1976 году компания сделала выбор в пользу разрабатывавшегося в тот момент Zilog Z80, получив у Zilog опытные образцы. В 1977 году был выпущен 16-голосый синтезатор серии 4060, оснащённый мегагерцовым процессором Z80, килобайтом оперативной и 48 килобайтами энергонезависимой памяти, что позволяло в реальном времени манипулировать в секвенсоре до 6 тыс. нот и событий.
С середины 1970-х фирма начала зарабатывать на консультационных услугах, которые, в частности, оказывала компании Solid State Music, разрабатывавшей специализированные интегральные схемы для электромузыкальных инструментов — эти чипы впоследствии составили цифровую основу для инструментов многих производителей, в том числе и самой E-mu. Заметную часть доходов фирме приносили и лицензионные платежи за цифровые полифонические клавиатуры, вначале от Oberheim, а впоследствии от Sequential Circuits за Prophet 5, в разработке которого E-mu принимала участие. Продажи Prophet 5, выпущенного в серию в 1978 году, были чрезвычайно успешны, благодаря чему E-mu стала получать крупные роялти, с другой стороны, считается что выпуск Prophet 5 в 1978 году фактически свёл на нет продажи модульных синтезаторов самой E-mu.

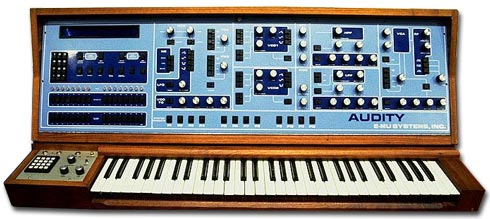
Прототип E-mu Audity

В 1978 году взамен съёмного офиса компания приобрела в собственность дом в Санта-Кларе с офисной планировкой, что позволило расширить производственные возможности.
В конце 1970-х годов E-mu приступила к разработке сложного инструмента — шестнадцатиголосого мультитембрального аналогового синтезатора Audity; первым заказчиком стал Петер Бауман из Tangerine Dream, а подсистему цифрового управления разрабатывала команда Баумана. Вторая версия инструмента задумана ещё более сложной — в ней каждый голос оснащался двумя собственными ГУН, двумя управляемыми напряжением фильтрами, резонансным фильтром, низкочастотным генератором и четырьмя ADSR-огибающими, панель управления состояла из 110 кнопок, на ней располагался 40-символьный люминесцентный дисплей, для записи и загрузки голосов и секвенций в инструмент встроены два привода для восьмидюймовых дискет; весил инструмент более 200 кг. По оснащению инструмент на тот момент не имел аналогов в мире, подобные возможности по синтезу у других производителей впервые достигнуты лишь через 10 лет — в музыкальной рабочей станции второго поколения Korg M1. Однако из-за большого количества дорогих комплектующих цена серийного изделия была крайне высока — $69,2 тыс., и рассчитывать на значимые продажи в этих условиях не приходилось, к тому же в этот момент прекратились лицензионные платежи от Sequential Circuits (которые разработали собственные компоненты для Prophet 5), и лишь благодаря тому, что компания в 1979 году стала публичной, удалось привлекать долгосрочные средства на исследования и разработки. Прототип Audity II был продемонстрирован в 1980 году на ежегодной выставке Аудиоинженерного общества (англ. AES), и вслед за успехом в продажах представленных на том же мероприятии первой семплерной музыкальной рабочей станции Fairlight CMI и первой семплерной драм-машины Linn LM-1, руководство E-mu приняло решение отказаться от выпуска Audity и освоить производство недорогих семплеров.

### Период семплеров
Зимой 1981 года на NAMM Show был показан прототип первого семплера от E-mu, и в июле первый экземпляр был продан Стиви Уандеру. В серию Emulator I были запущены четырёх- и восьмиголосые версии, обе оснащались 128 Кбайт памяти под семплы, выпущенную в единственном экземпляре двухголосую версию приобрела компания Yamaha (считается, что её разработчики не могли понять, как инструмент работает без некоторых, как полагалось, необходимых компонентов). Вес инструмента составлял всего 9 кг, корпус был выполнен целиком из стали. В первые месяцы продаж реализовано 25 экземпляров семплера, но после этого продажи остановились из-за непонимания покупателями возможностей новой технологии. В связи с этим решено дооснастить модель — в неё встроен секвенсор, реализовано интуитивное поведение при нажатии и отпускании клавиш[прояснить], а также приняты меры по созданию пользовательской инфраструктуры вокруг продукта — выпущен комплект из более 100 дискет с готовыми семплами, при этом цену удалось снизить на 20 % от первоначальной, в итоге цена составила $7900 (что было существенно дешевле Fairlight CMI, продававшегося по $30 тыс.) Усовершенствованный вариант Emulator I в период 1982—1983 годов продан в количестве более 400 экземпляров.

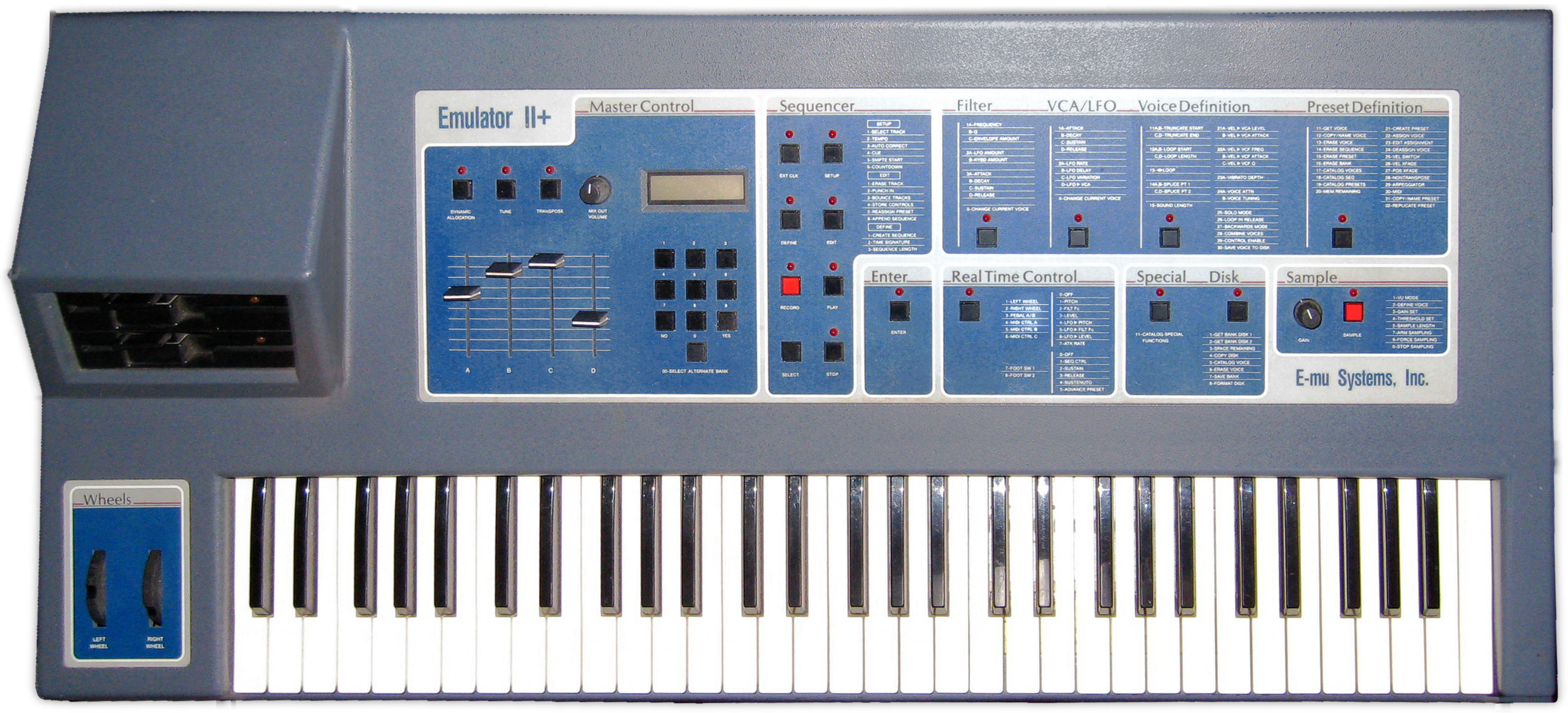
Emulator II

Представленный зимой 1984 года на NAMM Show Emulator II стал самым успешным продуктом компании за всю историю — в период его производства вплоть до конца 1987 года продано более 3 тыс. экземпляров. Инструмент мог работать с библиотеками семплов размером до 1 Мбайт, обеспечивалась частота дискретизации 27 кГц, а особая система кодирования сигнала позволяла повысить битовую глубину до 14 бит. Инструмент был основан на удобной для пользователей «дисковой» операционной системе (не требовавшей размещения в оперативной памяти, а подгружавшейся с пятидюймовой дискеты) и в розничной продаже стоил $7995. В последних модификациях Emulator II оснащался жёстким диском ёмкостью 20 Мбайт, в комплект поставки впервые в индустрии включён CD-ROM с семплами и звуковой редактор для Apple Macintosh от Digidesign.
По состоянию на 1985 год благодаря хорошим продажам ежемесячная чистая прибыль компании составляла около $100 тыс., ежегодный рост выручки составлял более 60 %, и, следуя потребностям расширения производства, в декабре 1985 года компания переехала из Санта-Клары в Скотс-Валли.

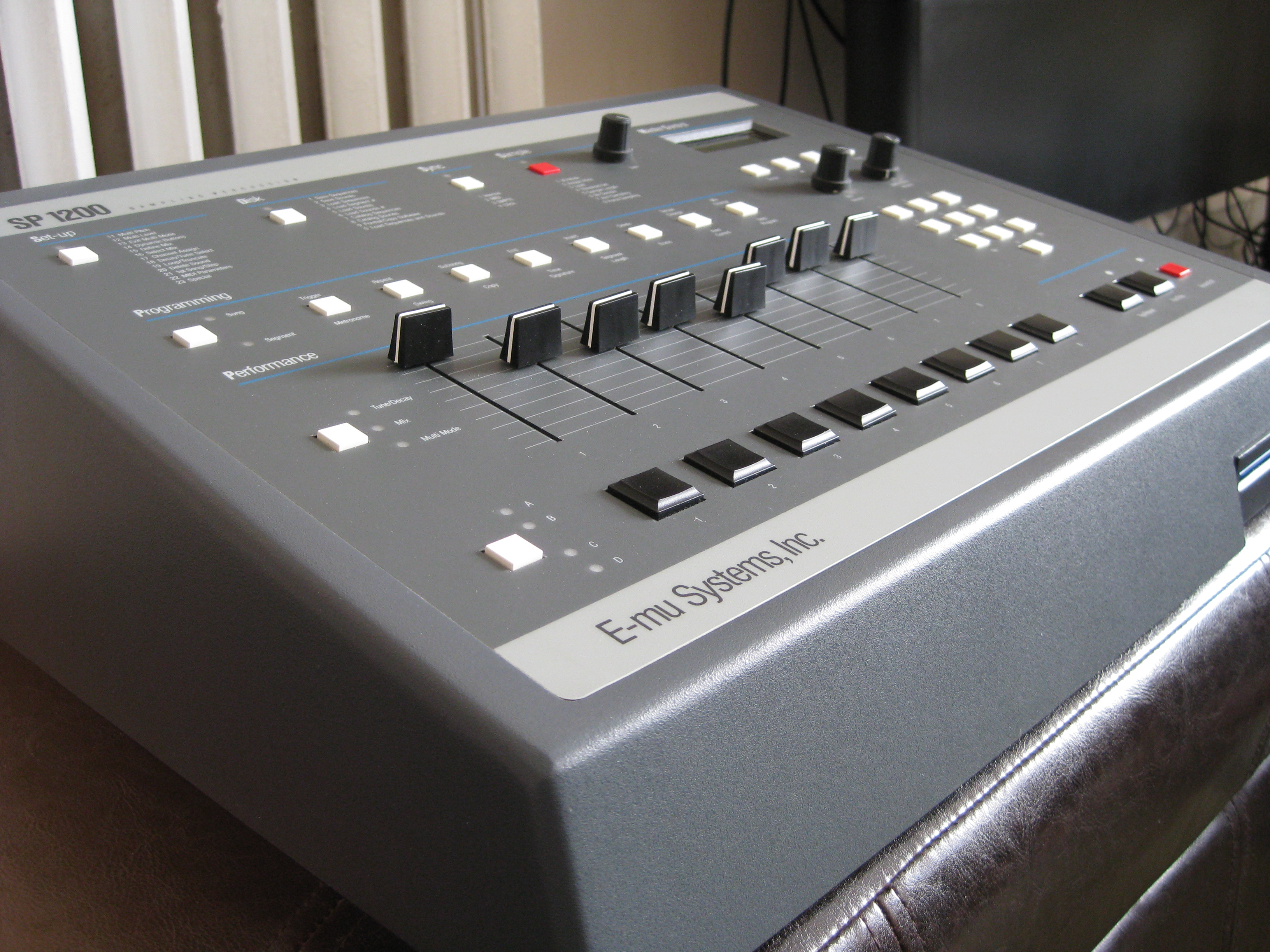
Один из первых экземпляров драм-машины SP-1200

После начала успешных продаж Emulator II компания вышла и на рынок семплерных драм-машин, представив на NAMM Show 1985 года прототип с рабочим названием Drumulator II, и к середине года приступив к серийному производству машины под наименованием SP-12, отпускавшейся в розницу по цене $2745 за экземпляр. Машина работала с частотой дискретизации 27 КГц с глубиной 12 бит, поздние модификации поставлялись с компакт-диском с набором семплов и барабанных петель от Digidesign. Одним из нововведений инструмента стали чувствительные к силе нажатия кнопки-пэды, притом Уэдж запатентовал технологию. В 1987 году компания выпустила следующую драм-машину — SP-1200, незначительно отличавшуюся по техническим характеристикам, но выпускавшуюся с перерывами ещё 11 лет, и использующуюся хип-хоп-исполнителями даже в 2010-е годы, считающими её низкокачественное по современным меркам звучание специфичным для золотой эры их стиля.

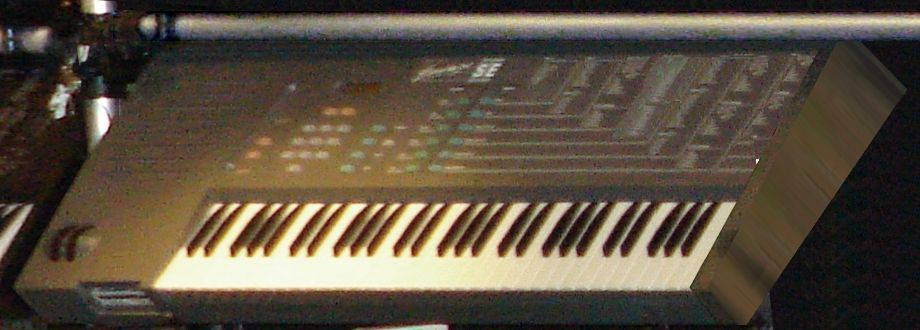
Emax SE — версия E-max 1988 года выпуска

Летом 1986 году в серию запущена бюджетный семплер Emax с 32-разрядным процессором, выпускавшийся как в классической формате с клавиатурой за $2995, так в бесклавиатурном исполнении в виде модуля, монтируемого в телекоммуникационную стойку, с розничной ценой $2690. Год спустя выпущена версия с жёстким диском, в модификации Emax SE 1988 года добавлены дополнительные функции семплерной обработки и возможность подключения внешних SCSI-накопителей.
В 1987 году компания наняла генерального директора — Стива Тритто, занимавший этот пост Уэдж стал президентом, а Россум остался главным инженером.
В том же году вышла третья версия старшей линейки семплеров — Emulator III, работающая с частотой дискретизации 44 КГц и глубиной в 16 бит. Комплектация с накопителем в 4 Мбайт продавалась по цене $12 695, восьмимегабайтная модель — за $15 195, и такая высокая цена стала одной из причин невысоких продаж, поскольку вышедшие в те же годы семплеры от Ensoniq, Akai и Casio при схожих характеристиках стоили существенно дешевле. Другая причина провала в продажах — многочисленные аппаратные сбои в первых экземплярах — из-за дефектных разъёмов оперативной памяти и отказов жёстких дисков пришлось отзывать первые партии инструментов. Всего было продано лишь 120 экземпляров Emulator III, что привело к кассовым разрывам, разрешить которые удалось лишь благодаря внесению в капитал личных накоплений Уэджа и сложным переговорам с банками о реструктуризации задолженностей, проведённым Тритто.

### Поздний период
К 1988 году компания пришла с годовой выручкой около $10 млн, но с туманными перспективами в связи с неуспехом Emulator III, возросшей конкуренцией со стороны японских производителей, а также из-за задержек в производстве новых специализированных интегральных схем разработки Россума. В условиях недоступности необходимых чипов для полноценной цифровой музыкальной рабочей станции, было решено сфокусироваться на производстве недорогих ромплерных звуковых модулей, и в 1989 году запущена линейка Proteus. Модули были выполнены в корпусах высотой в одну монтажную единицу, и оснащались предустановленным набором коротких 16-битных семплов из Emulator III; первый выпуск включал звуки для рока и популярной музыки (Pop/Rock), вслед за ним вышли модули со звуками оркестра (Orchestra) и народных инструментов (World). Только в первые дни после представления первого модуля на зимней NAMM Show 1989 года было заказано более 5 тыс. экземпляров, таким образом уровень выручки фирмы был сохранён.
В конце 1990 года, несмотря на выход из кризиса, компанию покинул генеральный директор Тритто, и руководить фирмой приглашён Чарльз Арканзас, получивший пост президента (который ранее занимал Уэдж). Арканзас нанял новую управленческую команду и приступил ко внедрению популярных в то время практик всеобщего управления качеством, только на тщательный разбор причин провала Emulator III компания потратила год. План развития, подготовленный командой Арканзаса, предполагал фокус на недавно зародившийся и быстро растущий рынок звуковых карт для персональных компьютеров, с ожиданием роста годовой выручки компании до уровня $100 млн, что вчетверо превышало результаты 1990 года.
Основу для вхождения на рынок звуковых карт обеспечила специализированная микросхема G-chip, применённая в линейке Proteus: она стала центральным сигнальным процессором для звуковых адаптеров фирм Digidesign, IBM и Turtle Beach. Но поставленных финансовых целей к 1992 году достичь не удалось, и компанией было принято решение по поиску стратегического инвестора и партнёра из числа крупных производителей (переговоры велись в том числе со Стивом Джобсом, возглавлявшим Apple). В июле 1992 года заключено лицензионное соглашение с Creative, доминировавшей на тот момент на рынке звуковых карт для персональных компьютеров, согласно соглашению чипы и технологии E-mu планировалось использовать в планируемой линейке звуковых карт MIDIBlaster. Через несколько месяцев после этого Creative осуществила первичное размещение, вырученные средства было решено направить на поглощения, и E-mu с интегральными схемами разработки Россума была сочтена удобной целью.

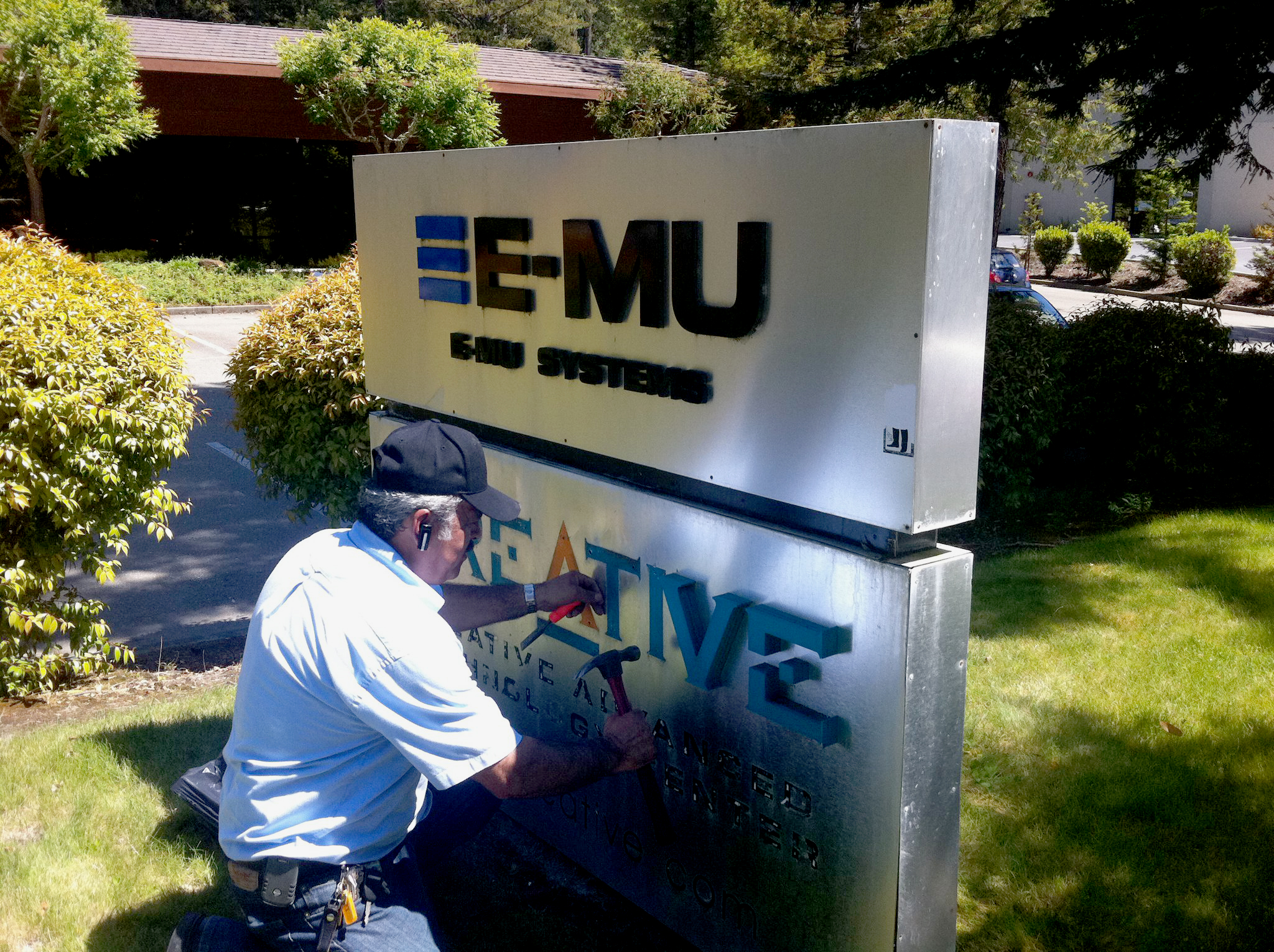
Монтаж логотипа Creative под логотипом E-mu рядом с бывшей штаб-квартирой компании в Скотс-Валли

В марте 1993 года состоялась сделка по поглощению, сумма которой не раскрывалась, доли совладельцев выкуплены полностью, и E-mu стала подразделением Creative. На следующий же день после поглощения был уволен Уэдж, поскольку Creative нуждалась в инженерных знаниях Россума, но не в управленческих качествах Уэджа.

## Торговая марка в составе Creative
Creative на базе E-mu создала подразделение, занимавшееся разработкой специализированных интегральных схем, при этом сохранены ряд серийных потребительских продуктов под маркой E-mu: перезапущено производство семплерной драм-машины SP1200 (прекращённое в 1990 году), продолжен выпуск новых серий ромплерного звукового модуля Proteus. Попытка выйти на рынки цифровых систем многодорожечной записи (проект Darwin) и цифровых микшеров (проект Mantis) оказались неуспешными и были свёрнуты из-за неспособности составить конкуренцию продукции Roland и Yamaha.

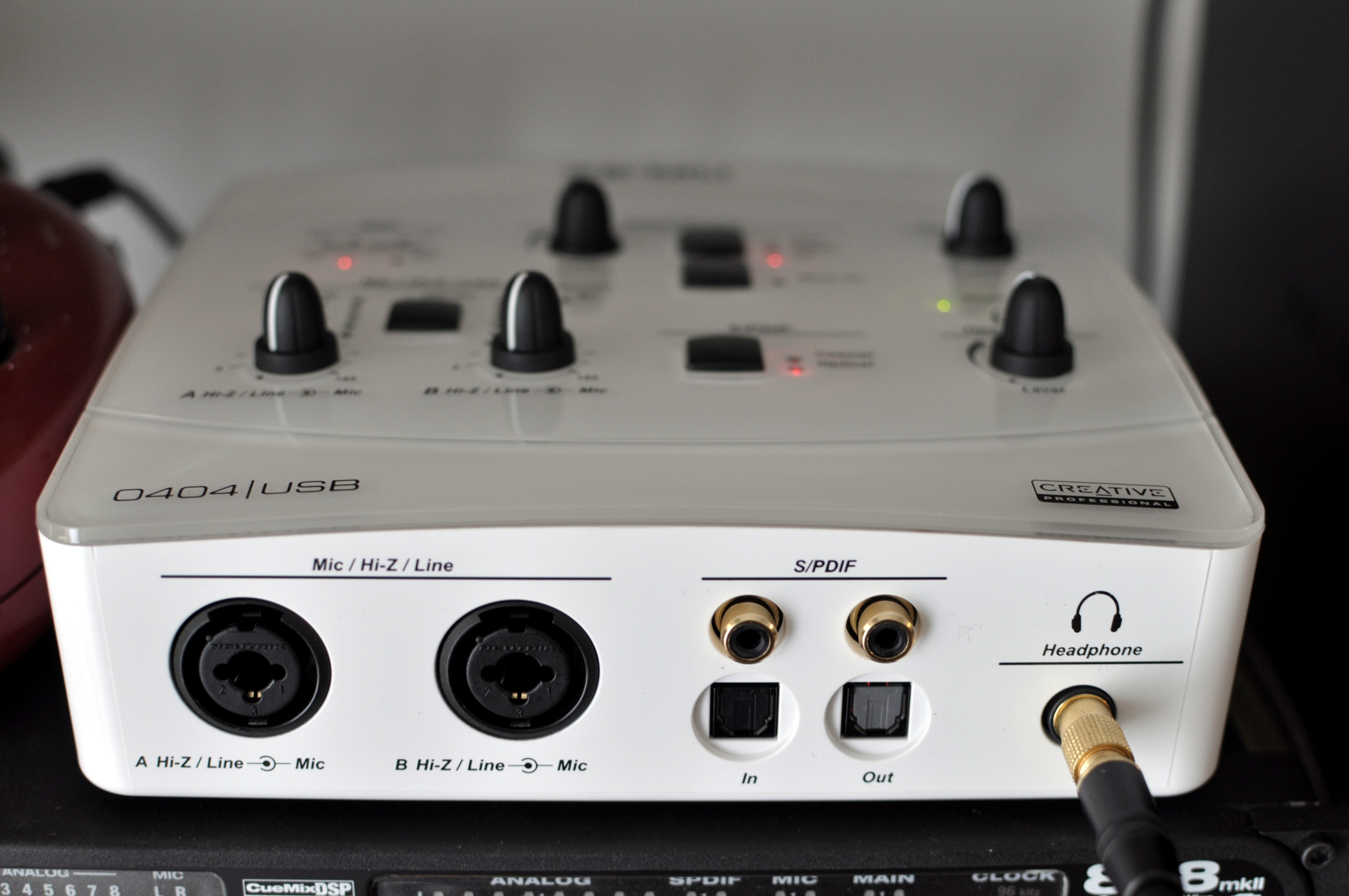
USB-карта E-mu 0404 выпуска середины 2000-х годов.

В 1998 году Creative купила производителя семплеров и звуковых модулей Ensoniq, и объединила активы двух поглощённых компаний в едином подразделении «E-mu / Ensoniq»; считается, что поглощение было неудачным, и лишь один продукт, унаследованный от Ensoniq, некоторое время производился в рамках нового подразделения (цифровой микшер Paris). Наиболее значительный вклад в технологии Creative подразделение внесло разработкой специализированных интегральных схем для звуковых карт, в частности, цифровой сигнальный процессор EMU10K2 стал основным в ветке Audigy 2 линейки SoundBlaster; на этом же чипе была основана линейка звуковых карт, выпускавшихся в 2003—2007 годы под торговой маркой «E-mu. Creative Professional».
В 2004 году выпущен полностью программный вариант линейки семплеров Emulator — Emulator X, работающий под управлением Windows как отдельная программа, либо как VST-плагин; изначально в качестве системного требования накладывалось использование звуковых карт марки E-mu, впоследствии такое ограничение снято. В 2005 году был выпущен программный аналог Proteus — Proteus X. С 2010 года конечной продукции с торговой маркой E-mu не выпускалось.

## Продукция
Галерея основных серийных продуктов, выпускавшихся компанией:
| Старт производства | Окончание выпуска | Модель         | Класс                                   | Цена              | Фото |
| ------------------ | ----------------- | -------------- | --------------------------------------- | ----------------- | ---- |
| 1973               | 1979              | Modular System | модульный синтезатор                    | $3000 — $5000     |      |
| 1979               | 1981              | Audity         | мультитембральный аналоговый синтезатор | $69 200           |      |
| 1981               | 1983              | Emulator I     | семплер                                 | $7900             |      |
| 1984               | 1987              | Emulator II    | семплер                                 | $7995             |      |
| 1986               | 1987              | SP-12          | семплерная драм-машина                  | $2745             |      |
| 1986               | 1995              | Emax           | семплер                                 | $2695 — $2995     |      |
| 1987               | 1998              | SP-1200        | семплерная драм-машина                  |                   |      |
| 1987               | 1991              | Emulator III   | музыкальная рабочая станция             | $12 695 — $15 195 |      |
| 1989               |                   | Proteus        | ромплерный звуковой модуль              | $1000             |      |